# Rösler (Adelsgeschlecht)

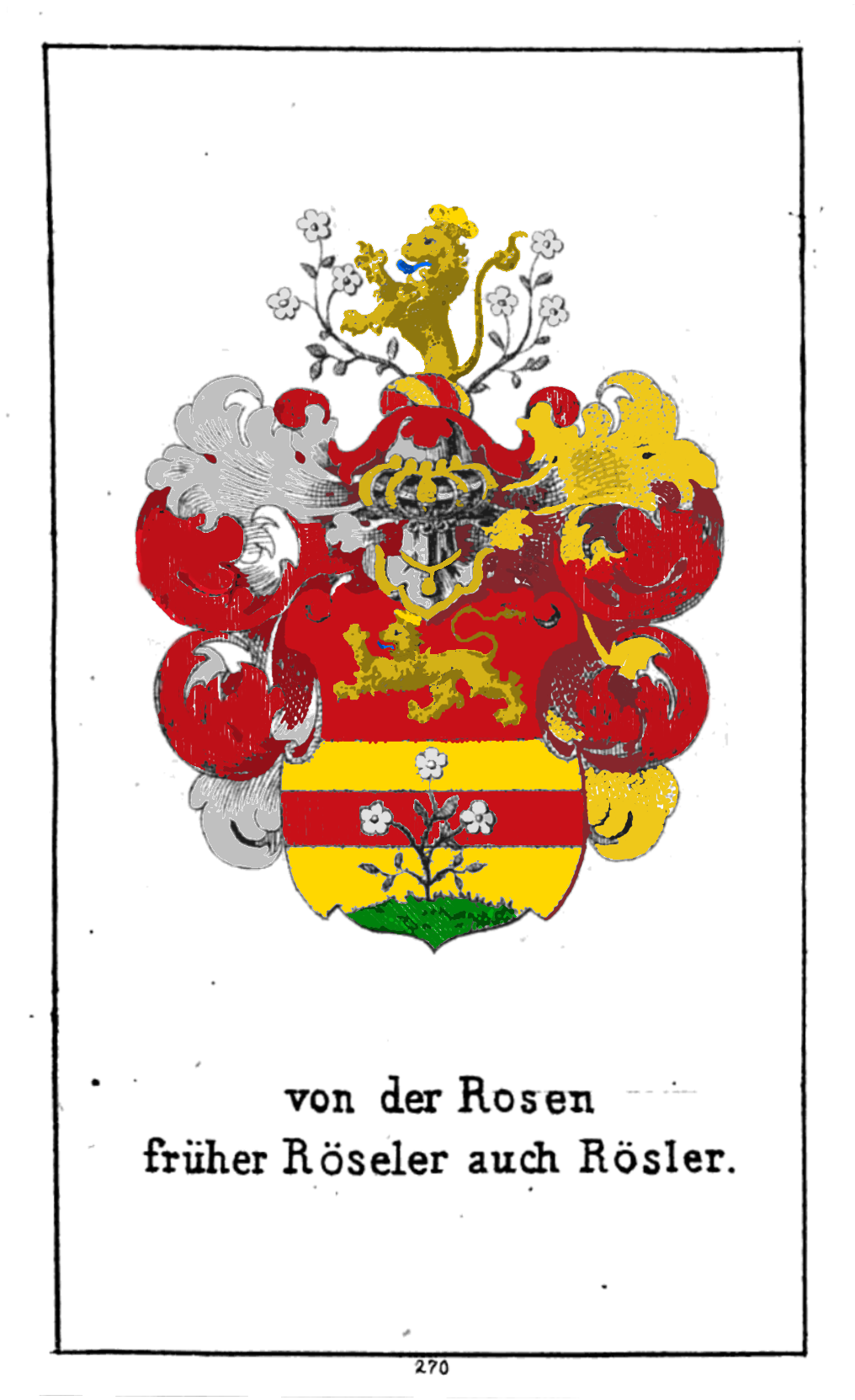
Wappen derer von der Rosen

Rösler ist oder war der Name einer aus Görlitz stammenden Familie, die am 28. April 1546 von Kaiser Karl V. in Regensburg auf den Namen von der Rosen geadelt wurde.

## Stammlinie
Um 1494/1495 erwarb Mathes Rösler das Görlitzer Bürgerrecht. Er stammte aus Markersdorf. Im Jahr 1497 erwarb er den Bauhof Obermarkt 15, im Jahr 1508 „noch zwei Gärten, eine Wiese und ein ‚Allodium‘“. Wahrscheinlich starb er kurz nach 1508 an der Pest.
Als Mathes Kinder sind Anna († 1535) ⚭ Franz Lindner, Juliane ⚭ Kaspar Stetzel und Georg Rösler überliefert. Letzterer brachte es bis zum Bürgermeister.
Georgs Söhne waren: Jakob ⚭ Apollonia Braun, Matthias, Onoffrius, Bonaventura und Franz.
Jakob, der wie sein Vater Bürgermeister wurde, hatte als Sohn Georg, der Richter wurde. Georg heiratete in erster Ehe Anna, geborene Neumann und in zweiter Ehe Anna, Tochter Joachim Frenzels des Jüngeren.
In den zwei Ehen Jakobs wurden 18 Kinder geboren.
Bonaventuras Söhne waren: Adam und Bonaventura. Adam wurde schlesischer Kammersekretär und Bonaventura (der Jüngere) im Jahr 1589 kaiserlicher Notar.
Für eine Abstammung Johann August bzw. seinem Bruder Johann Carl Rösler von dieser Familie Rösler gibt es weder positive noch negative Quellen. Bemerkenswert aber ist, dass der Standort der zu Beginn des 19. Jahrhunderts entstehenden Luisenschule, für die Johann August Rösler als neuer Rektor eingesetzt wurde, im Jahr 1815 im Hallenhaus Untermarkt 5 wiedereröffnet wurde, das sich längere Zeit im Besitz der seit Ende des 16. Jahrhunderts mit den adligen Röslers verschwägerten Familie Frenzel befand. Auch für diese Verbindung gibt es aber keine Belege. 

## Persönlichkeiten
- Jakob Rösler
- Bonaventura Rösler
- Georg Rösler (Richter)
- Georg Rösler (Politiker, † 1537)

## Wappen
Blasonierung: Geteilt; oben in Rot rein rechtsgekehrter gekrönter goldener Löwe; unten in Gold ein roter Balken, davor auf grünem Hügel eine Rosenstaude mit drei silbernen Rosen. Auf dem rot-golden bewulsteten Helm mit rechts rot-silbernen und links rot-goldenen Helmdecken der gekrönte goldene Löwe wachsend zwischen zwei Rosenstauden mit je drei silbernen Rosen.